# Platythomisus heraldicus
Platythomisus heraldicus là một loài nhện trong họ Thomisidae.
Loài này thuộc chi Platythomisus. Platythomisus heraldicus được Ferdinand Karsch miêu tả năm 1878.